# 日本ロシア正教伝道会社
日本ロシア正教伝道会社（にほんろしあせいきょうでんどうかいしゃ）は、ロシア正教会によって、日本に正教を伝道するために設立された組織である。
1868年始めに、一時的にロシアに帰国したにニコライ・カサートキンがロシア正教会の聖務会院にあって主教品の首席であった府主教イシドルから、設立の許可を得た。
1870年にニコライは掌院に昇叙されて、日本における伝道会社の首長に命じられた。日本ロシア伝道会社はカムチァットカ主教の統率の下に置かれた。伝道資金として、年間6,000ルーブルの援助が送られた。